# Eumorpha typhon
Eumorpha typhon är en fjärilsart som beskrevs av Johann Christoph Friedrich Klug 1836. Eumorpha typhon ingår i släktet Eumorpha och familjen svärmare. Inga underarter finns listade i Catalogue of Life.

## Bildgalleri

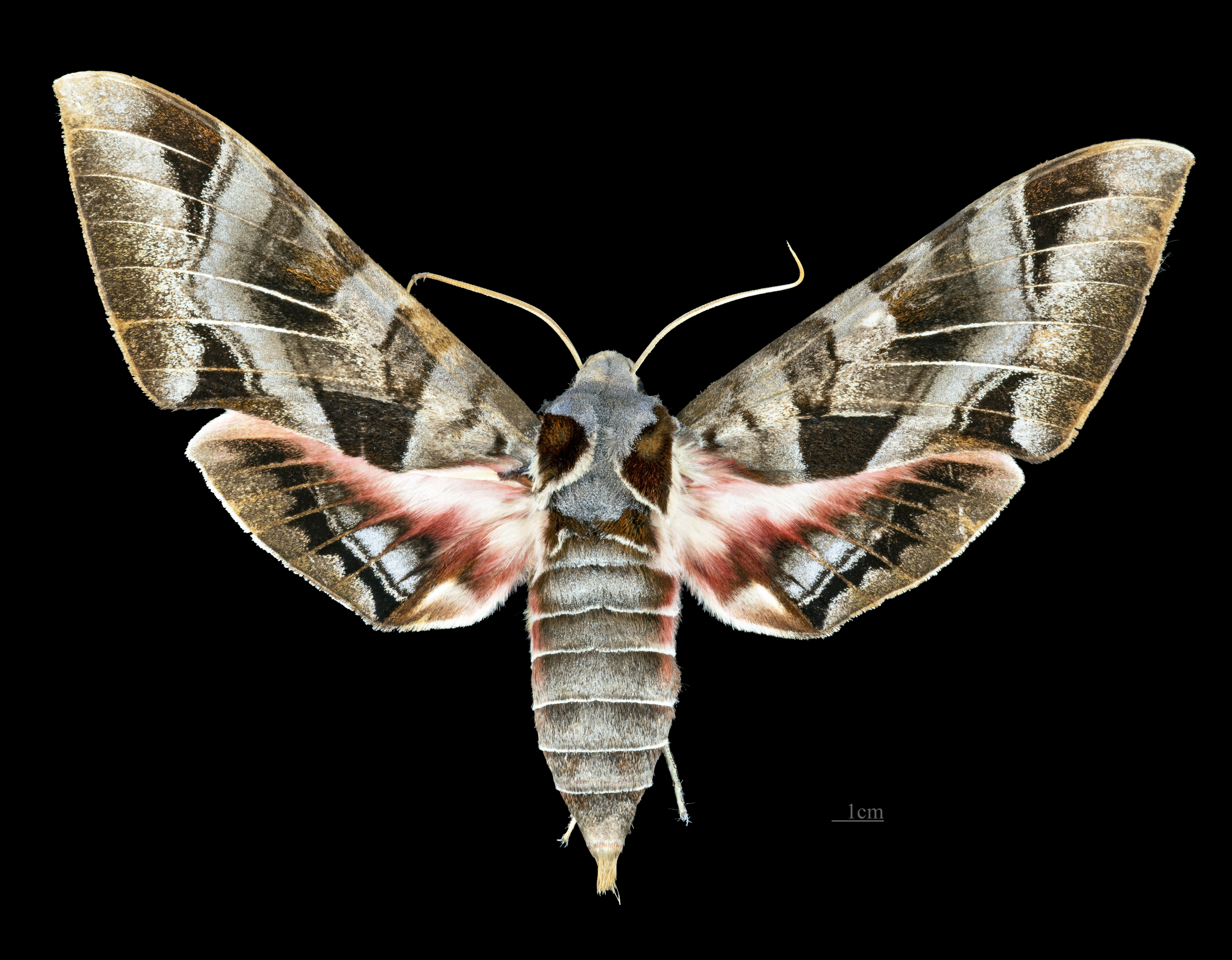
Eumorpha typhon ♀
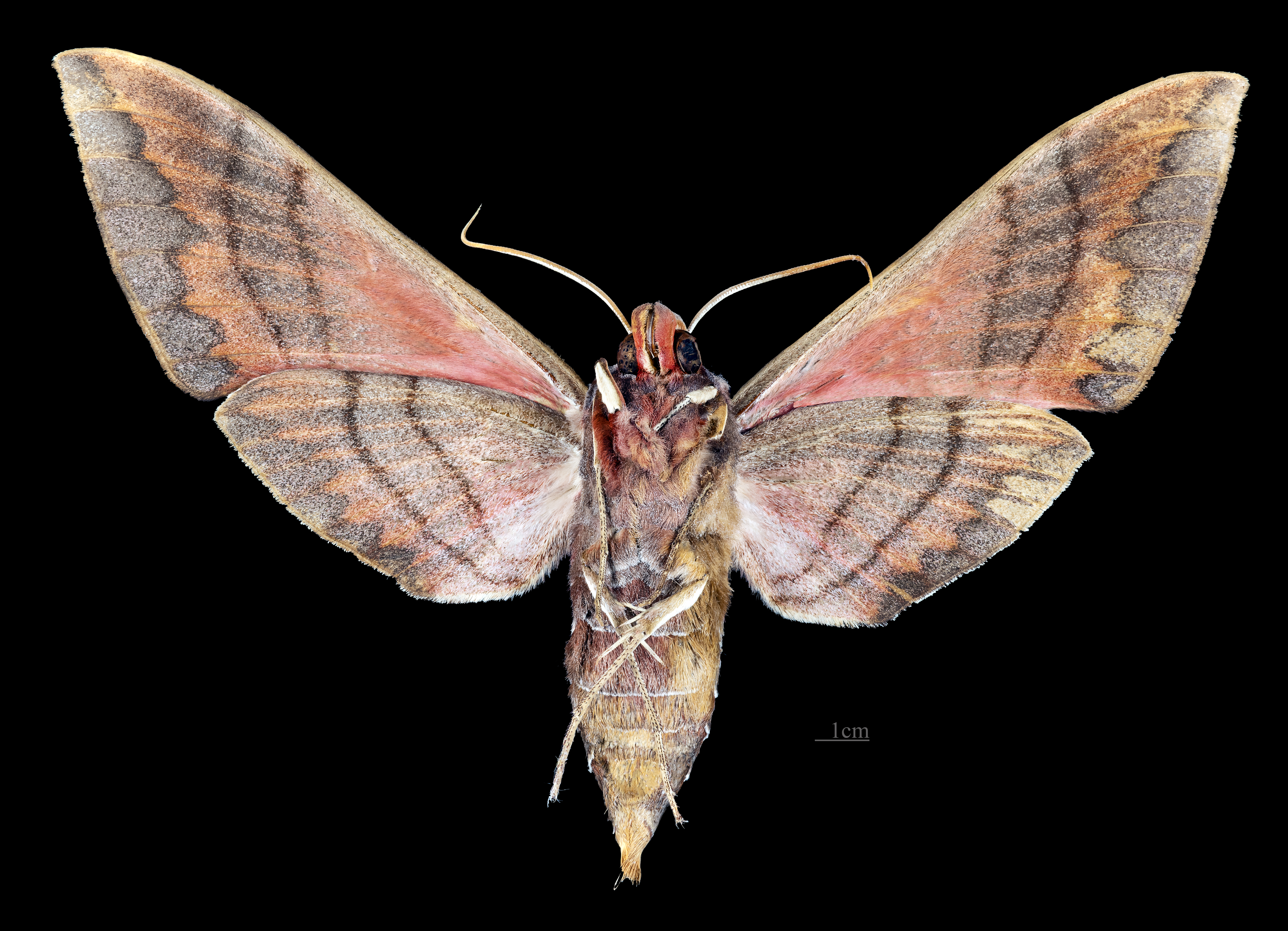
Eumorpha typhon ♀ △